# Ga Saetgang
Ga Saetgang (KB Financial Town) (Tiếng Hàn: 샛강(KB금융타운)역, Hanja: 샛강驛) ga trung chuyển cho Tàu điện ngầm Seoul tuyến 9 và Tuyến Sillim ở Yeouido-dong, Yeongdeungpo-gu, Seoul. Ga này là ga trung chuyển duy nhất trên Tuyến 9 mà tàu tốc hành không dừng.

## Lịch sử
- 18 tháng 9 năm 2008: Tên ga được quyết định là Ga Saetgang [1]
- 24 tháng 7 năm 2009: Khai trương cùng với việc khai trương Tàu điện ngầm Seoul tuyến số 9 đoạn Gaehwa ~ Sinnonhyeon
- 1 tháng 9 năm 2020: KB Financial Town được thêm vào làm tên của ga do chính sách bán hàng trả phí cho tên ga.
- 28 tháng 5 năm 2022: Trở thành trạm trung chuyển với việc khai trương Tuyến Sillim của Đường sắt nhẹ Seoul.

## Thư viện

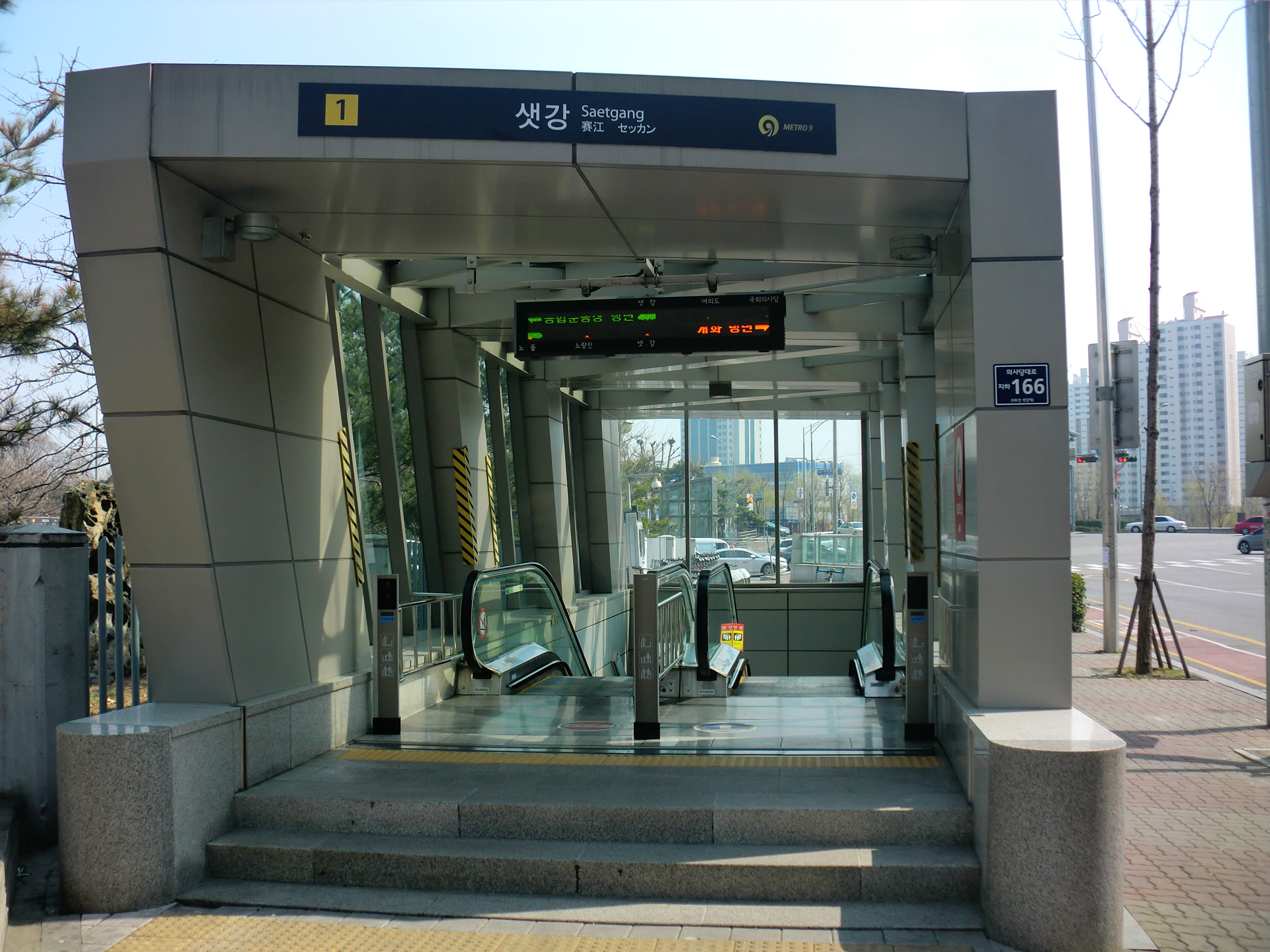
Lối ra số 1
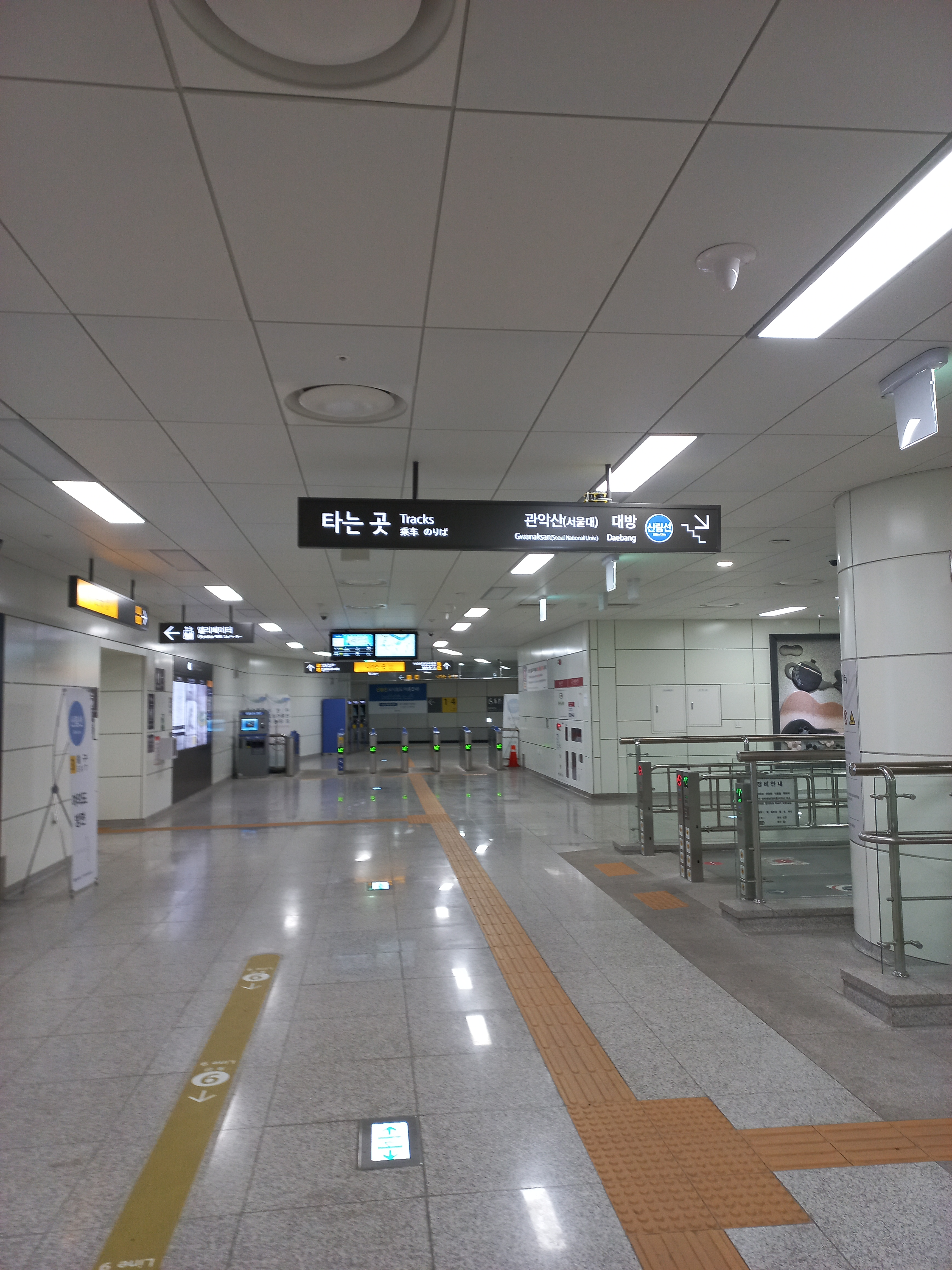
Lối đi chuyển tuyến